# Морбье
Морбье́ (фр. Morbier) — сорт полумягкого жирного сыра, изготавливаемого из сырого коровьего молока. Относится к семейству прессованых неварёных сыров.

## История
Первое документированное упоминание этого сорта сыра относится к 1795 году. Первоначально сыроделы региона Франш-Конте делали Морбье для собственного употребления. В конце дня, после дойки, крестьянин изготавливал сырный сгусток небольшого размера. На следующее утро он делал ещё одну заготовку и укладывал её поверх первой. Чтобы за ночь первый слой не испортился, а также для защиты от насекомых, его смазывали тонким слоем сажи, образовывавшим корочку. Так возникла характерная особенность этого сыра — хорошо заметная на разрезе тёмная прослойка.
В 2000 году Морбье получил сертификат AOC, в 2002 году — AOP.

## Изготовление

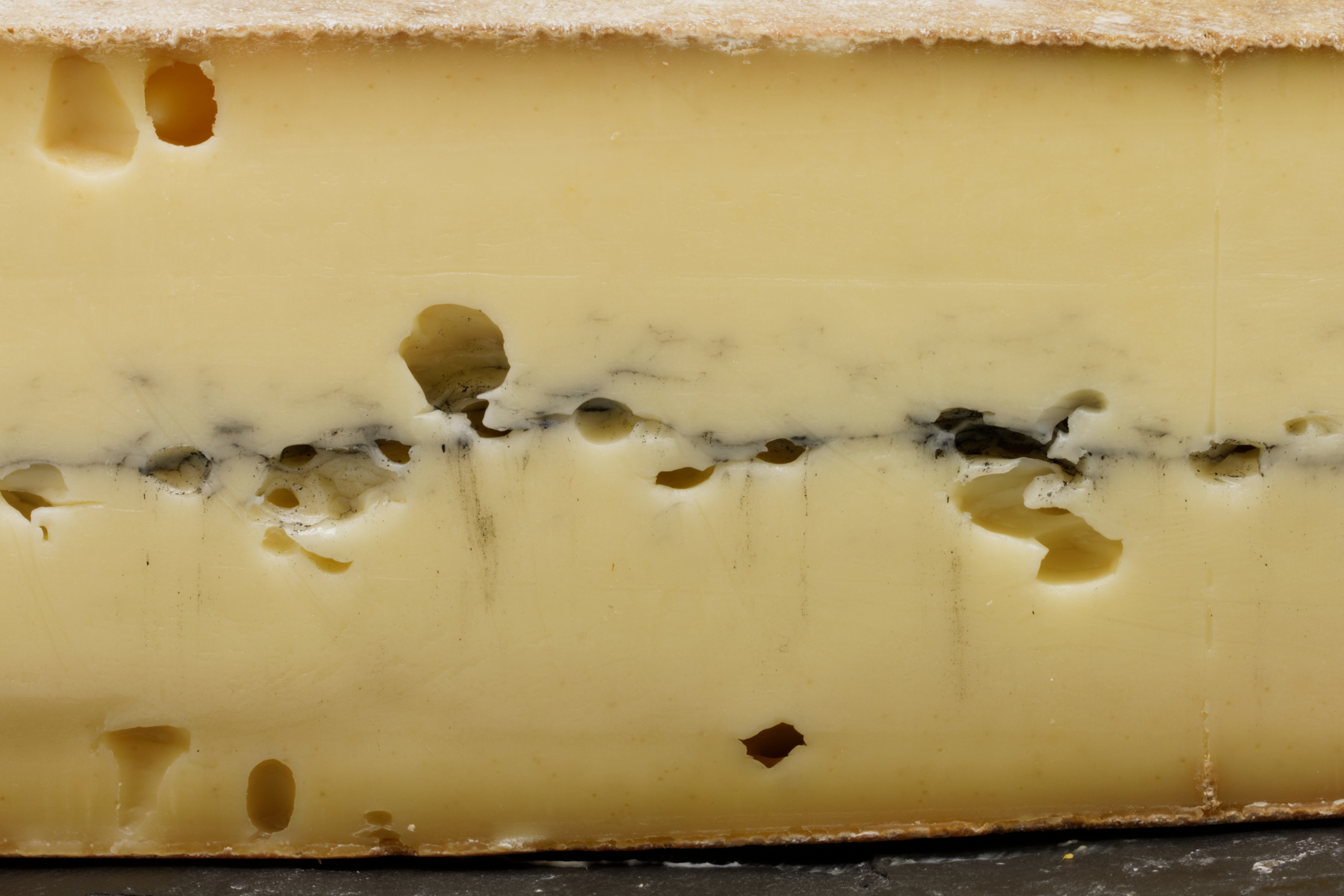
Прослойка из древесного угля

В наши дни сыр Морбье производится в четырёх департаментах: Эн, Ду, Юра, Сона и Луара. Он делается исключительно из молока коров симментальской и монбельярдской пород. Из 100 литров сырого коровьего молока получается примерно 11 кг Морбье.

Молоко используется сырое: оно нагревается до температуры 40°, после чего в него добавляется закваска. Сыр созревает в течение 45 дней при температуре 7—15°.
В качестве прослойки в наше время используется не сажа, а измельчённый древесный уголь. Практического значения она не имеет, на вкус сыра не влияет и является не более чем данью традиции.

## Описание
По форме сыр представляет собой массивный круг диаметром 30—40 см и толщиной 6—8 см, который весит от 5 до 9 кг. Имеет цвет от белого светло-сливочного до жёлтого. Мякоть нежная, однородная, тающая во рту.
Вкус Морбье зависит от степени зрелости. Молодым сырам свойствен кисловатый вкус, более зрелым — насыщенный, иногда горьковатый. Оттенки вкуса могут варьироваться; характерны фруктовые и ванильные ноты.
Морбье — универсальный сыр, который сочетается как с белыми, так и с красными винами, с рыбой, мясом, овощами и фруктами.